# Antonio Piatti (Geiger)
Francesco Antonio Piatti Paghini (* 18. August 1801 in Nembro; † 27. Februar 1878 in Bergamo) war ein italienischer Geiger.
Der Sohn des Notars Girolamo Piatti Paghini besuchte ab 1812 gemeinsam mit seinem Cousin Pietro Rovelli und Gaetano Donizetti, der in seiner Nachbarschaft wohnte, die Lezioni Caritatevoli des Giovanni Simone Mayr. Sein Lehrer war Antonio Capuzzi, ein Schüler Giuseppe Tartinis. Neben der Ausbildung nahm er Funktionen an der Basilika Santa Maria Maggiore wahr. Nach dem Tod Capuzzis 1818 übernahm er kurze Zeit dessen Lehrstuhl als Violinlehrer, bis dieser Pietro Rovelli übertragen wurde.
Im gleichen Jahr erhielt er als Nachfolger Marco Bonesis, der seinerseits den erkrankten Professor Giuseppe Lombardi ersetzten sollte, eine feste Anstellung als Geiger an Santa Maria Maggiore. Nach Abschluss seiner Ausbildung 1822 heiratete er Marianna Marchetti; aus der Ehe ging der Cellist und Komponist Alfredo Piatti hervor. In den 1850er Jahren war er an der Gründung einer Interessenvertretung der Orchestermusiker beteiligt, zu deren Vorstand er gehörte.